# Movljane
Movljane (albanska: Mohlan, serbiska: Мовљане, albanska: Muhlan, Movlan) är en ort i Kosovo. Den ligger i den södra delen av landet, 40 km sydväst om huvudstaden Priština. Movljane ligger 668 meter över havet och antalet invånare är 436.
Terrängen runt Movljane är huvudsakligen kuperad, men åt sydväst är den platt. Terrängen runt Movljane sluttar västerut. Runt Movljane är det ganska tätbefolkat, med 222 invånare per kvadratkilometer. Närmaste större samhälle är Suva Reka, 6,6 km väster om Movljane. Omgivningarna runt Movljane är en mosaik av jordbruksmark och naturlig växtlighet.